# علم الجريان
علم الجريان أو الريولوجيا أو علم الصلب سائلية أو إوالة الحالة فرع من علم الإوالة يُعنى بحالات المادة وما يحدث فيها من حيث اللزوجة والتمدد والتلدن بتأثير العوامل الخارجية.
وهو ذلك الجزء من الميكانيكا الذي يتناول العلاقة بين القوة والتشوه في الأجسام المادية. وطبيعة هذه العلاقة تعتمد على المواد التي يتشكل منها الجسم.
وقد اصطلح تمثيل سلوك التشوه للمعادن وغيرها من المواد الصلبة عن طريق نموذج يسمى المادة الصلبة المرنة الهوكية أو الخطية (يمثل خاصية المرونة) وتلك للموائع عن طريق نموذج المائع النيوتني أو ذو اللزوجة الخطية (يمثل خاصية اللزوجة).
هذه النماذج الكلاسيكية غير كافية لوصف سلوك التشوه غير الخطي والمتعلق بالزمن، الذي يلاحظ في بعض الأحيان. فالسلوك الريولوجي يلاحظ بسهولة ولا سيما في المواد التي تحتوي على جزيئات البوليمر التي تحتوي عادة على الآلاف من الذرات في الجزيء الواحد، على الرغم من أن هذه الخصائص تظهر أيضا في بعض التجارب على المعادن، والزجاج، والغازات.
وعلم الجريان ليس ذو أهمية لعلماء الرياضيات والفيزياء فحسب، والذين يعتبرونه كجزء من ميكانيكا الأوساط المستمرة، بل ذو أهمية للكيميائيين والمهندسين أيضًا المتعاملين مع هذه المواد. وهو ذو أهمية خاصة في اللدائن والمطاط، والأغشية (الأفلام)، وصناعة الطلاء.
هذه المقالة تتعامل مع ثلاثة نماذج غير كلاسيكية:
- مرونة لزوجية خطية (linear viscoelasticity)
- مرونة لا خطية (nonlinear elasticity)
- مرونة لزوجية لا خطية (nonlinear viscoelasticity).

اللدونة، والتي تعتبر مهمة في المعادن، نادرًا ما تدرس من قبل مختصي علم الجريان.
ويطبق علم الجريان على المواد ذات البنى المعقدة، وتشمل الطين، الحمأ، المستعلق، المبلمرات، العديد من الأغذية (العسل)، والسوائل الحيوية في الجسم البشري، ومواد أحيائية أخرى. لا يمكن توصيف تدفق هذه المواد بقيمة وحيدة للزوجة (عند درجة حرارة ثابتة)- فاللزوجة تتغير بسبب عوامل أخرى. فمثلا، لزوجة صلصة الطماطم (كتشب) تنقص عندما نخضها، بينما لزوجة الماء تبقى ثابتة.
ومنذ أن وضع نيوتن مفهوم اللزوجة، سميت دراسة لزوجة العديد من الموائع بميكانيكا الموائع اللا نيوتنية.
الجوانب النظرية لعلم الجريان هي علاقة سلوك التدفق / التشوه للمواد وبنيتها الداخلية (مثل التوجه والاستطالة من جزيئات البوليمر)، وسلوك التدفق / التشوه للمواد التي لا يمكن وصفها بميكانيكا الموائع الكلاسيكية أو المرونة.

## مجال تطبيقات الريولوجيا
من الناحية العملية، تعتني الريولوجيا أساسًا بتغطية سلوك المواد الذي لا يمكن وصفه بالنظريات التقليدية كالمرونة أو ميكانيكا الموائع النيوتنية. كما أنها تعتني بالتنبؤ بالسلوك الميكانيكي (على مستوى ميكانيكا الأوساط المتصلة) اعتمادًا على البنية المجهرية أو النانوية للمادة، مثلا، حجم الجزيء وهيكلة المكثور في المحلول، أو توزع حجم الجزيء (particle size distribution) في المستعلق.
تجري المادة عندما تتعرض للإجهاد. وهناك أشكال للإجهاد واستجابة المادة لها تكون متنوعة أيضًا، والعديد من الريولوجيا النظرية تعنى بالقوى والإجهادات.
| ميكانيكا الأوساط المتصلة | ميكانيكا الأجسام الصلبة أو مقاومة المواد | المرونة          | المرونة    |
| ميكانيكا الأوساط المتصلة | ميكانيكا الأجسام الصلبة أو مقاومة المواد | اللدونة          | الريولوجيا |
| ميكانيكا الأوساط المتصلة | ميكانيكا الموائع                         | موائع لا نيوتنية | الريولوجيا |
| ميكانيكا الأوساط المتصلة | ميكانيكا الموائع                         | موائع نيوتنية    |            |